# Муляры (Дятловский район)
Муляры́ (бел. Муляры) — деревня в Дятловском сельсовете Дятловского района Гродненской области Белоруссии. По переписи населения 2009 года в Мулярах проживало 2 человека.

## Этимология
Название деревни образовано от белорусского слова «муляр» — каменщик.

## География
Муляры расположены в 7 км к северо-востоку от Дятлово, 140 км от Гродно, 4 км от железнодорожной станции Новоельня.

## История
В 1878 году Муляры — деревня в Дворецкой волости Слонимского уезда Гродненской губернии (19 дворов). В 1880 году в Мулярах проживало 136 человек.
Согласно переписи населения 1897 года в Мулярах насчитывалось 35 домов, проживало 197 человек. В 1905 году — 257 жителей.
В 1921—1939 годах Муляры находились в составе межвоенной Польской Республики. В сентябре 1939 года Муляры вошли в состав БССР.
В 1996 году Муляры входили в состав колхоза «Нива». В деревне насчитывалось 10 дворов, проживало 14 человек.